# Лисичанський професійний гірничо-промисловий ліцей
Державний професійно-технічний навчальний заклад «Лисичанський професійний гірничо-промисловий ліцей» — заклад професійно-технічної освіти, ліцей гірничопромислового профілю, розташований у місті Лисичанськ, Луганська область.
Ліцей заснований на базі технікуму у 2007 році. Належить до сфери управління Департаменту освіти і науки Луганської обласної державної адміністрації. Адреса: Лисичанськ, проспект Перемоги, 136 (з 2022 року — в евакуації).

## Історія
21 травня 1872 року в Російській імперії затверджене Положення про Лисичанську штейгерську школу, яка розпочала роботу 1 вересня 1873 року в одноповерховому будинку першої половини XIX століття. У школі здійснювалася підготовка штейгерів («майстрів рудної справи») для кам'яновугільної промисловості. Перший випуск школи відбувся 1876 року, до 1916 року випущено 729 спеціалістів.
1880—1881 рік — початок роботи навчальної штольні між Лисичанською балкою та Гельмерсеновим яром, де учні працювали та виконували практичні заняття двічі на тиждень.
Серед лекторів школи були провідні російські науковці кінця XIX століття: Леонід Лутугін (1892—1893), Дмитро Менделєєв (1888) та інші.
|                                               | Лисичанська штейгерська школа дає саме той клас практичних діячів, яких загалом мало випускають наші навчальні заклади |
| — Дмитро Менделєєв, журнал «Северный вестник» | |

24 травня 1916 року на базі школи утворене Лисичанське гірниче училище, 1 серпня 2021 року — гірничий технікум, якому в 1923 році присвоєне почесне звання — «Жовтневої революції».
У 1936 технікум переїхав у нову будову, яка зруйнована 1941 року після німецького вторгнення.
1 вересня 1943 року відновлення занять, поступило 355 учнів.
У 1953 році відкриття нової будови технікуму на проспекті Леніна (нині Перемоги), 136. На 4 відділеннях навчалося майже 2000 учнів, педагогічний колектив налічував 90 викладачів.
21 вересня 1973 технікум нагороджений орденом Трудового Червоного прапора.
У 1980-1990-х роках з'явилися нові спеціальності («Прикладна екологія», «Економіка підприємства», «Обслуговування та ремонт автомобілів і двигунів» тощо) та бази для навчання студентів цих спеціальностей, відкрите заочне відділення.

2022 року ліцей евакуйований у центр України після початку російського вторгнення. Будівля ліцею зазнала значних пошкоджень під час обстрілів у квітні—травні 2022 року.

## Керівники закладу
- Данчіч Д. В. — інспектор школи у 1880
- Мінєнко І. І. — директор (1940-ві)
- Мордвінов П. С. — директор (1944—1974)
- Гвадзабія М. М. — директор (1974—1981)
- Богдан Ф. В. — директор (1981—1996)
- Лотов С. І. — директор (1996-?)
- Тихонов Володимир Олександрович
- Брикова Віра Вікторівна